# Пётр
Пётр —  мужское имя в русском языке, в переводе с древнегреческого языка — «скала, камень» (др.-греч. Πέτρος — камень).
Отчества, образуемые от этого имени, — Петрович, Петровна. Образованная от него фамилия Петров — одна из самых частых в России (см. также Пиотровский, Пиотрович). От имени Пётр также происходят имена ярмарочных персонажей-шутов, русского Петрушки и французского Пьеро.
Производные от имени: Петя, Петро, Петруня, Петруся, Петруха, Петруша, Петря, Пета, Петк, Петраша, Петряй, Петряка, Петряня, Петрята, Петряха, Петряша, Петуня, Петуся, Петуха, Петуша, Петрушка, Петюка, Петюня, Петюся, Петюха, Петюша, Петяй, Петяйка, Петяня, Петян, Петяха, Петяша, Петька, Петрик, Петечка.

## Именины
- Православие[3](даты даны по новому стилю):
  - Январь: 3 января, 10 января, 14 января, 15 января, 22 января, 25 января, 26 января, 29 января
  - Февраль: 4 февраля, 8 февраля, 9 февраля, 12 февраля, 14 февраля, 20 февраля, 22 февраля
  - Апрель: 6 апреля, 20 апреля
  - Май: 16 мая, 29 мая, 31 мая
  - Июнь: 5 июня, 9 июня, 17 июня, 25 июня
  - Июль: 8 июля, 9 июля, 12 июля, 13 июля, 14 июля, 27 июля, 29 июля
  - Август: 22 августа
  - Сентябрь: 6 сентября, 16 сентября, 23 сентября, 26 сентября
  - Октябрь: 5 октября, 6 октября, 14 октября, 15 октября, 16 октября, 17 октября, 18 октября, 22 октября
  - Декабрь: 5 декабря, 8 декабря, 11 декабря, 24 декабря

## Имя в искусстве
В русской панегирической литературе рубежа XVII—XVIII вв. чрезвычайной популярностью пользовалось «этимологическое обыгрывание» имени Пётр (греч. πετρος — камень). Как полагают некоторые исследователи, впервые такой приём применил Симеон Полоцкий в своём стихотворении, написанном на рождение царевича Петра Алексеевича.
Впоследствии авторы петровской эпохи неоднократно уподобляли русского царя «камню» или «крепости» (например, Карион Истомин в своём «Вразумлении умного зрения», обращаясь к юному монарху; Ртищев Ф. М., в своём панегирике сопоставивший Петра-камня с библейским Давидом). Позднее образ Петра-Давида становится в панегириках основным (встречается в сочинениях Иосифа Туробойского, Феофана Прокоповича, Стефана Яворского, других современников и сподвижников российского самодержца). Подобные сравнения характерны и для южнославянских авторов эпохи барокко, прославлявших Петра I в своих произведениях.

## Известные носители
см. Пётр (значения)